# Opharus tricyphoides
Opharus tricyphoides är en fjärilsart som beskrevs av Rothschild 1909. Opharus tricyphoides ingår i släktet Opharus och familjen björnspinnare. Inga underarter finns listade i Catalogue of Life.